# Manuel Alves de Araújo
Manuel Alves de Araújo (Morretes, 14 de março de 1832 — Rio de Janeiro, 11 de dezembro de 1908) foi um advogado, jornalista e político brasileiro membro do Partido Liberal.

## Biografia
Filho de Maria Rosa de Araujo e do Capitão Hyppolito José Alves e irmão do deputado provincial, comendador Antônio Alves de Araújo e do brigadeiro e deputado provincial Hypólito Alves de Araujo, casou-se em 25 de outubro de 1846 com Maria Coleta dos Santos Pacheco, filha do Barão dos Campos Gerais, o comendador David dos Santos Pacheco. De seu matrimônio teve como filhos o engenheiro e coronel David Pacheco Alves de Araújo, o embaixador Hipólito Pacheco Alves de Araújo, o contra-almirante Augusto Pacheco Alves de Araújo e ainda Colleta Pacheco Alves de Araújo.
Bacharel em direito pela Faculdade de Direito de São Paulo exerceu diversos cargos públicos como promotor público, juiz de direito em Paranaguá e delegado de polícia em Paranaguá. Fundou e dirigiu o jornal O Paraná.
Foi Deputado provincial do Paraná de 1864 a 1869, deputado geral de 1878 a 1889 e secretário e presidente da Câmara dos Deputados em 1884. Também foi ministro dos Transportes de 21 de janeiro a 3 de junho de 1882 (ver Gabinete Martinho Campos).
Foi presidente das províncias do Paraná, de 5 de junho a 18 de agosto de 1865, e de Pernambuco, de 17 de julho a ? de 1889. Depois de instaurado o regime republicano não teve mais posição de destaque.
Recebeu também o título de comendador da Ordem da Rosa em 31 de agosto de 1880.